# Frank Rost
Frank Rost (Karl Marx Stadt, 30 juni 1973) is een voormalig profvoetballer. Hij speelde als doelman. In 2002 debuteerde hij in het Duits voetbalelftal.

## Clubcarrière

### Werder Bremen
Rost is een zoon van Peter Rost en Christina Rost. Zijn vader won goud met de DDR op de Olympische Spelen van 1980 en Christina won op datzelfde toernooi brons, eveneens met Oost-Duitsland. Vier jaar eerder won ze ook zilver met haar ploeggenoten op de Olympische Zomerspelen 1976. Rost zelf begon met voetballen bij Werder Bremen. In 1992 trainde hij er voor het eerst met de hoofdmacht mee. Zijn debuut in het eerste team maakte hij in het seizoen 1995/1996. Hij kwam dat seizoen vijftien keer in actie. Het seizoen erop speelde hij geen minuut. Het duurde tot en met het seizoen 1998/1999 voor Rost een vaste waarde werd bij Werder. Rost speelde op 6 mei 2000 mee in de finale van de strijd om de DFB-Pokal, waarin Werder Bremen met 3-0 verloor van FC Bayern München door treffers van Giovane Élber, Paulo Sérgio en Mehmet Scholl. Vanaf dat seizoen speelde hij bijna alle wedstrijden. In zijn laatste seizoen voor de club in 2001/2002 scoorde hij als keeper een doelpunt tegen Hansa Rostock. Hierna verkaste Rost naar FC Schalke 04. In totaal speelde hij 139 competitiewedstrijden voor Bremen.

### Schalke 04
In aanloop naar het seizoen 2002/2003 was Rost een van de nieuwe aanwinsten van Schalke 04, samen met onder andere de Uruguayaans international Gustavo Varela. Hij werd aangetrokken als eerste keeper en speelde net zoals zijn laatste seizoenen bij Werder Bremen bijna alles. Dit duurde tot en met jaargang 2006/2007. Dat seizoen kreeg hij ruzie met de coach, die nieuwkomer Manuel Neuer als eerste keus in het doel opstelde. In de winterstop verliet Rost Schalke voor Hamburger SV. Voor Schalke stond Rost 131 keer op het veld.

### Hamburger SV
Op 5 januari 2007 verkaste Rost van Schalke naar HSV en werd daar weer eerste keeper. Hij kwam samen te spelen met onder andere Vincent Kompany, Romeo Castelen, Joris Mathijsen, Rafael van der Vaart en Nigel de Jong. Zijn eerste coach in Hamburg was tevens een Nederlander, Huub Stevens.

### New York Red Bulls
In 2011 vertrok Rost naar New York Red Bulls. In februari 2012 maakte hij bekend te stoppen met voetballen. Hij kon het niet met de club eens worden over een nieuw contract.

## Interlandcarrière
In 2002 maakte Rost zijn eerste minuten voor het nationale team van Duitsland, in een wedstrijd tegen de Verenigde Staten. Het jaar daarop speelde hij nog drie wedstrijden voor Duitsland. Sindsdien werd hij niet meer opgeroepen.
| Interlands van Frank Rost voor Duitsland | Interlands van Frank Rost voor Duitsland | Interlands van Frank Rost voor Duitsland | Interlands van Frank Rost voor Duitsland | Interlands van Frank Rost voor Duitsland | Interlands van Frank Rost voor Duitsland |
| №                                        | Datum                                    | Wedstrijd                                | Uitslag                                  | Competitie                               | Goals                                    |
| Als speler van SV Werder Bremen          | Als speler van SV Werder Bremen          | Als speler van SV Werder Bremen          | Als speler van SV Werder Bremen          | Als speler van SV Werder Bremen          | Als speler van SV Werder Bremen          |
| ---------------------------------------- | ---------------------------------------- | ---------------------------------------- | ---------------------------------------- | ---------------------------------------- | ---------------------------------------- |
| 1                                        | 27.03.2002                               | Duitsland – Verenigde Staten             | 4 – 2                                    | Vriendschappelijk                        | 0                                        |
| Als speler van Schalke 04                |                                          |                                          |                                          |                                          |                                          |
| 2                                        | 30.04.2003                               | Duitsland – Servië en Montenegro         | 1 – 0                                    | Vriendschappelijk                        | 0                                        |
| 3                                        | 01.06.2003                               | Duitsland – Canada                       | 4 – 1                                    | Vriendschappelijk                        | 0                                        |
| 4                                        | 11.06.2003                               | Faeröer – Duitsland                      | 0 – 2                                    | EK-kwalificatie                          | 0                                        |

## Cluboverzicht
| Seizoen  | Club               | Competitie          | Wedstrijden | Doelpunten |
| -------- | ------------------ | ------------------- | ----------- | ---------- |
| 1993-'94 | Werder Bremen      | Bundesliga          | 0           | 0          |
| 1994-'95 | Werder Bremen      | Bundesliga          | 0           | 0          |
| 1995-'96 | Werder Bremen      | Bundesliga          | 15          | 0          |
| 1996-'97 | Werder Bremen      | Bundesliga          | 0           | 0          |
| 1997-'98 | Werder Bremen      | Bundesliga          | 2           | 0          |
| 1998-'99 | Werder Bremen      | Bundesliga          | 28          | 0          |
| 1999-'00 | Werder Bremen      | Bundesliga          | 34          | 0          |
| 2000-'01 | Werder Bremen      | Bundesliga          | 34          | 0          |
| 2001-'02 | Werder Bremen      | Bundesliga          | 34          | 1          |
| 2002-'03 | FC Schalke 04      | Bundesliga          | 33          | 0          |
| 2003-'04 | FC Schalke 04      | Bundesliga          | 27          | 0          |
| 2004-'05 | FC Schalke 04      | Bundesliga          | 31          | 0          |
| 2005-'06 | FC Schalke 04      | Bundesliga          | 32          | 0          |
| 2006-'07 | FC Schalke 04      | Bundesliga          | 8           | 0          |
| 2006-'07 | Hamburger SV       | Bundesliga          | 17          | 0          |
| 2007-'08 | Hamburger SV       | Bundesliga          | 34          | 0          |
| 2008-'09 | Hamburger SV       | Bundesliga          | 34          | 0          |
| 2009-'10 | Hamburger SV       | Bundesliga          | 34          | 0          |
| 2010-'11 | Hamburger SV       | Bundesliga          | 30          | 0          |
| 2011     | New York Red Bulls | Major League Soccer | 11          | 0          |

## Erelijst
- DFB-Pokal: 1994, 1999 (Werder Bremen)
- Ligapokal: 2005 (Schalke 04)